# Taghazout
Taghazout (en àrab تاغازوت, Tāḡāzūt; en amazic ⵜⴰⵖⴰⵣⵓⵜ, Taɣazut) és una comuna rural de la prefectura d'Agadir Ida-Outanane de la regió de Souss-Massa, al Marroc. Segons el cens de 2014 tenia una població total de 5.260 persones. És un llogaret de pescadors la gran majoria d'ells amazics que es troba a 19 km al nord d'Agadir. També produeixen oli d'argània.